# Facultad de Ciencias de la Actividad Física y del Deporte
La Facultad de Ciencias de la Actividad Física y del Deporte (también conocida como INEF) es un centro de enseñanza universitaria encuadrado en la Universidad Politécnica de Madrid. En ella se encuentra el Centro de Alto Rendimiento del CSD en Madrid.

## Historia
Originalmente denominado Instituto Nacional de Educación Física (INEF), fue creado a través de la Ley 77/61 sobre Educación Física, de 23 de diciembre de 1961. Dependía, en aquella época de la Delegación Nacional de Educación Física y Deportes. Su primer director fue José María Cagigal.
El primer curso se imparte en 1967-1968. 
A través de la Ley de Cultura Física y del Deporte de 1980 se establece la equivalencia de los títulos otorgados por el INEF a los de naturaleza universitaria: Licenciado y Diplomado. Mediante Orden de 22 de julio de 1982 el centro se adscribe a la Universidad Politécnica de Madrid de forma provisional.
Más específicamente, el Real Decreto 1670/1993, de 24 de septiembre, eleva a oficial el título universitario de Licenciado en Ciencias de la Actividad Física y del Deporte.
Mediante Real Decreto 155/1998, el 14 de septiembre, la Facultad queda definitivamente adscrita a la UPM.

## Estudios superiores
Debido a su historia, comúnmente se ha denominado INEF a la Licenciatura en Ciencias de la Actividad Física y del Deporte o, a aquellos que disponían de dicha formación universitaria. No obstante, tras el paso de las licenciaturas a los estudios de grado (grados universitarios), han surgido nuevos acrónimos como CCAFYDE o CAFD que hacen referencia al Grado Universitario en Ciencias de la Actividad Física y del Deporte.